# Pre Master of Business Administration
Pre MBA, studia podyplomowe przygotowawcze do Master of Business Administration, Pre MBA – zazwyczaj jednoroczne, zaoczne studia podyplomowe. W Polsce najpopularniejsze staje się tworzenie kierunków podyplomowych typu Pre MBA, wykorzystując fundusze Unii Europejskiej głównie EFS.
Podobnie jak w trakcie nauki na studiach MBA dużą wagę przykłada się do zajęć praktycznych. Program studiów zazwyczaj jest związany z tematyką studiów MBA.
Przykłady studiów Pre MBA w Polsce:
- Uniwersytet Warszawski, Międzynarodowe Centrum Zarządzania, Wydział Zarządzania – studia Pre MBA
- Szkoła Główna Gospodarstwa Wiejskiego w Warszawie, Wydział Nauk Ekonomicznych – studia Pre MBA Metody i Techniki Menedżerskie

Przykłady studiów Pre MBA na Świecie:
- University of Delaware – studia Pre MBA
- University of Dallas College of Business – studia Pre MBA
- University of New Brunswick Saint John – STUDIA Pre MBA